# 電気技術者試験センター
一般財団法人電気技術者試験センター（でんきぎじゅつしゃしけんセンター）は、経済産業大臣の指定を受け電気事業法における電気主任技術者および電気工事士法における電気工事士の国家試験を実施する機関。

## 沿革
- 1984年(昭和59年)
  - 8月-設立認可。
  - 10月-第三種電気主任技術者の試験機関指定。
  - 12月-旧電気工事士の試験機関指定。
- 1987年(昭和62年)9月-改正電気工事士法により、第一種電気工事士、第二種電気工事士の試験機関指定。
- 1996年(平成8年)8月-第一種電気主任技術者、第二種電気主任技術者の試験機関指定。
- 1997年(平成9年)10月-経済産業大臣より電気主任技術者の免状交付事務受託。
- 2011年(平成23年)4月-原子力安全・保安院所管の特例財団法人から一般社団法人へ移行。

## 経緯
かつて電気主任技術者は大臣免許ということで試験は旧通商産業省が実施していたが、第三種電気主任技術者は受験者が急増していた。また電気工事士は知事免許であり、試験は各都道府県ごとにおこなわれていたが(日程や問題も違っていた)、難易度(合格率)にかなりの幅があり、全国統一試験が議論されるようになっていた。これらの点を踏まえ試験実施機関として、1984年に電気技術者試験センターが設立された。

## 事業
- 電気主任技術者試験(第一種・第二種・第三種)
- 電気工事士試験(第一種・第二種)
- 電気主任技術者の免状交付事務(平成9年度以降の試験合格者に限る)